# 瓦尔丹·阿杰米扬
瓦尔丹·姆克尔奇·阿杰米扬（1905年6月4日—1977年1月24日），苏联亚美尼亚戏剧导演和演员，曾于1965年被授予“苏联人民艺术家”称号，在1975年被授予“社会主义劳动英雄”称号。

## 生平
阿杰米扬曾在埃里温和莫斯科上学。1928年，他创建了亚美尼亚第二国家剧院，即尤里国家剧院。1939年，他改到埃里温孙杜基扬剧院任艺术总监。他执导了亚历山大·希尔万扎德的《光荣》（1939年），威廉·萨洛扬的《我的心在山区》（1961年），帕帕江的《岩石》（1944年）中，奈里·扎良的《美男子阿拉》（1946年）等。他曾于1951年获得苏联国家奖，并于19711年获得亚美尼亚的国家奖。

## 荣誉
- 1945年11月24日—荣誉徽章
- 1951年—三级苏联国家奖
- 1956年6月27日—列宁勋章
- 1970年—亚美尼亚苏维埃社会主义共和国国家奖
- 1975年8月—社会主义劳动英雄及列宁勋章